# Slogan (singolo)
Slogan è un singolo del rapper italiano Moreno, pubblicato il 2 settembre 2016 come secondo estratto dall'album omonimo.

## Descrizione
Seconda traccia dell'album, il brano è stato prodotto da Big Fish e presenta un testo caratterizzato da varie citazioni a slogan di spot pubblicitari, ma anche da una riflessione dell'artista riguardo alla sua carriera:

## Video musicale
Il video, diretto da Pietro Polentes, è stato pubblicato in concomitanza con il lancio del singolo attraverso il canale YouTube del rapper.